# Свистун Емілія
Емілія Свистун (?, с. Пробіжна, нині Україна — ?, Канада) — українська громадська діячка.

## Життєпис
Емілія Свистун народилася в селі Пробіжна Чортківського району Тернопільської області, нині Україна.
Від 1926 — в Канаді.
Навчалася в школі «Сейкрет Гарт» у м. Едмонтон, працювала на фабриці «Ґрейт Вестерн Гармент». Член-засновниця, голова єпархальної управи товариства «Добра Воля» при Лізі українських католицьких жінок.
Учасниця аматорського драмгуртка й хору в Едмонтоні.